# پیکسی (مدل مو)

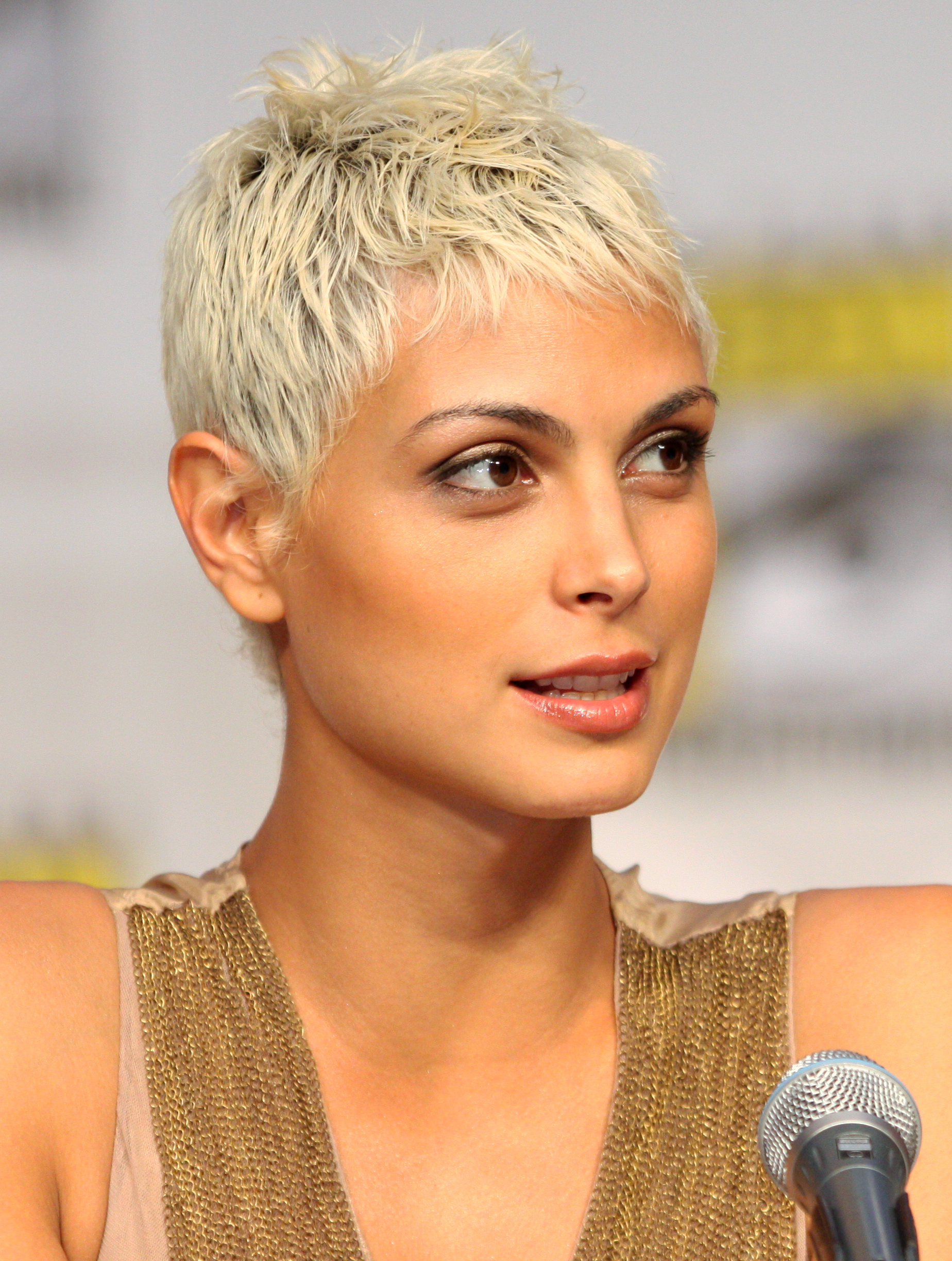
مورنا باکارین در سال ۲۰۱۰ با مدل موی پیکسی سفید بلوند

پیکسی (به انگلیسی: Pixie) مدل مویی کوتاه است که بیشتر در پشت و دور سر کوتاه و در بالای سر کمی بلندتر و دارای چتری خیلی کوتاه می‌باشد. نام این مدل مو از موجودات اساطیری پیکسی سرچشمه گرفته است و در واقع این مدل مو توسط فرنچایز پریا دیزنی، به ویژه شخصیت تینکربل شناخته شده‌است.

## نگارخانه

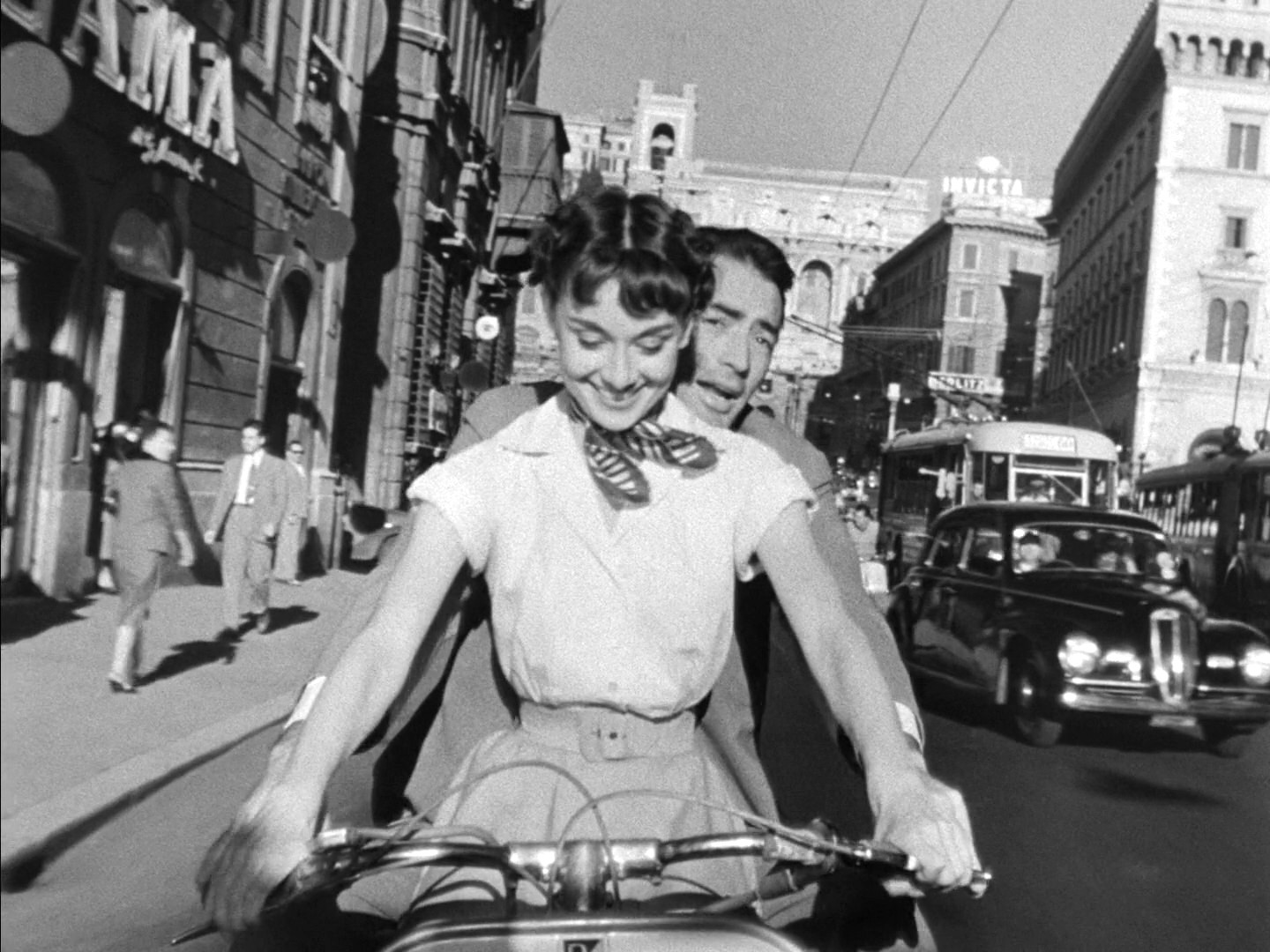
آدری هپبورن با مدل موی پیکسی در فیلم تعطیلات رمی
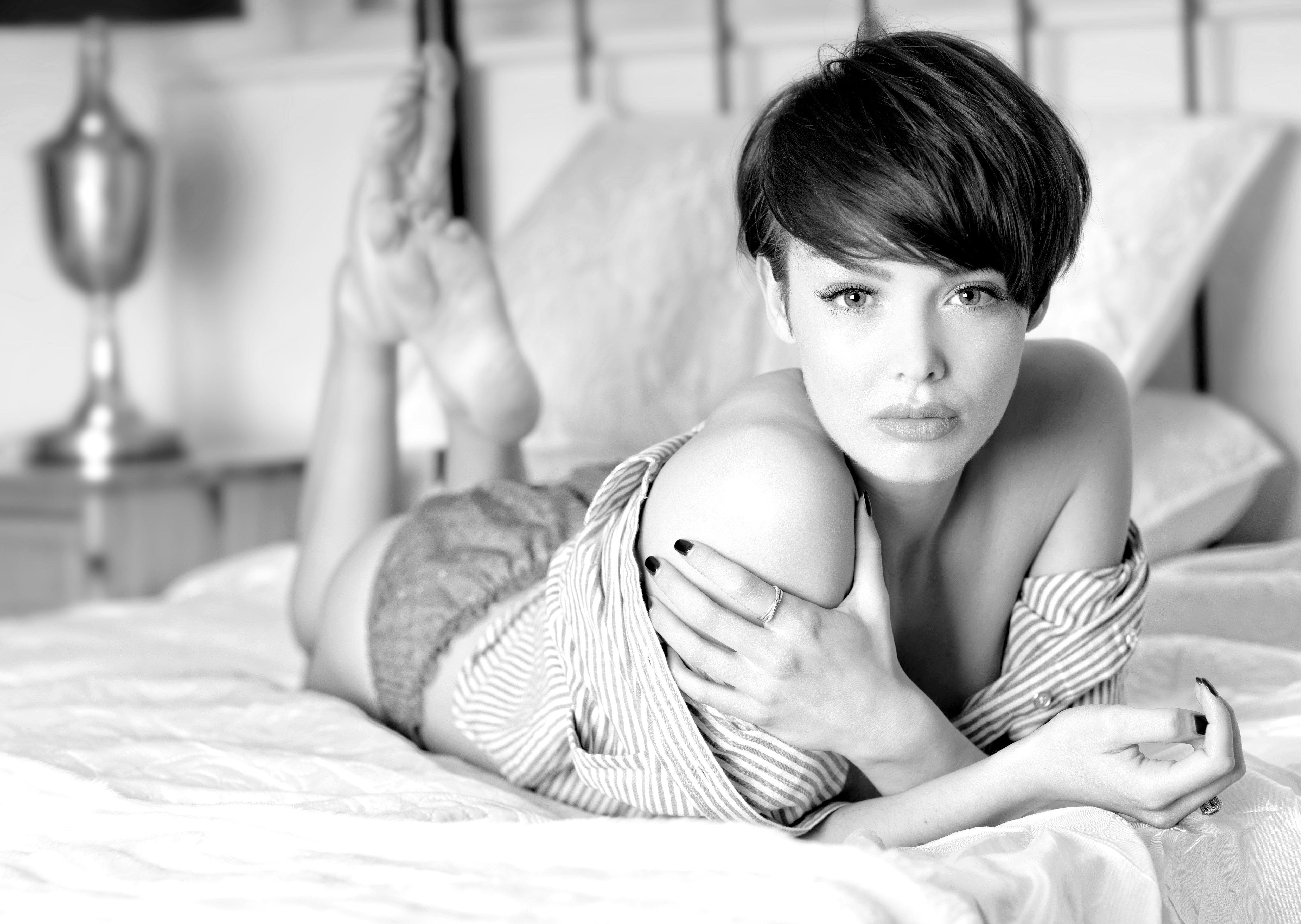
پرتره‌ای سیاه‌وسفید از دختری با مدل موی پیکسی